# Guillaume-Pierre Brun
Guillaume-Pierre Brun est un homme politique français né le 10 janvier 1745 à Malzieu (Lozère) et décédé le 24 septembre 1816 au même lieu.
Curé de Saint-Chély-d'Apcher, il est député du clergé aux états généraux de 1789 pour la sénéchaussée de Mende. Il prend parti pour l'Ancien régime et démissionne le 1er décembre 1789.

## Sources
- « Guillaume-Pierre Brun », dans Adolphe Robert et Gaston Cougny, Dictionnaire des parlementaires français, Edgar Bourloton, 1889-1891 [détail de l’édition]